# Chivito

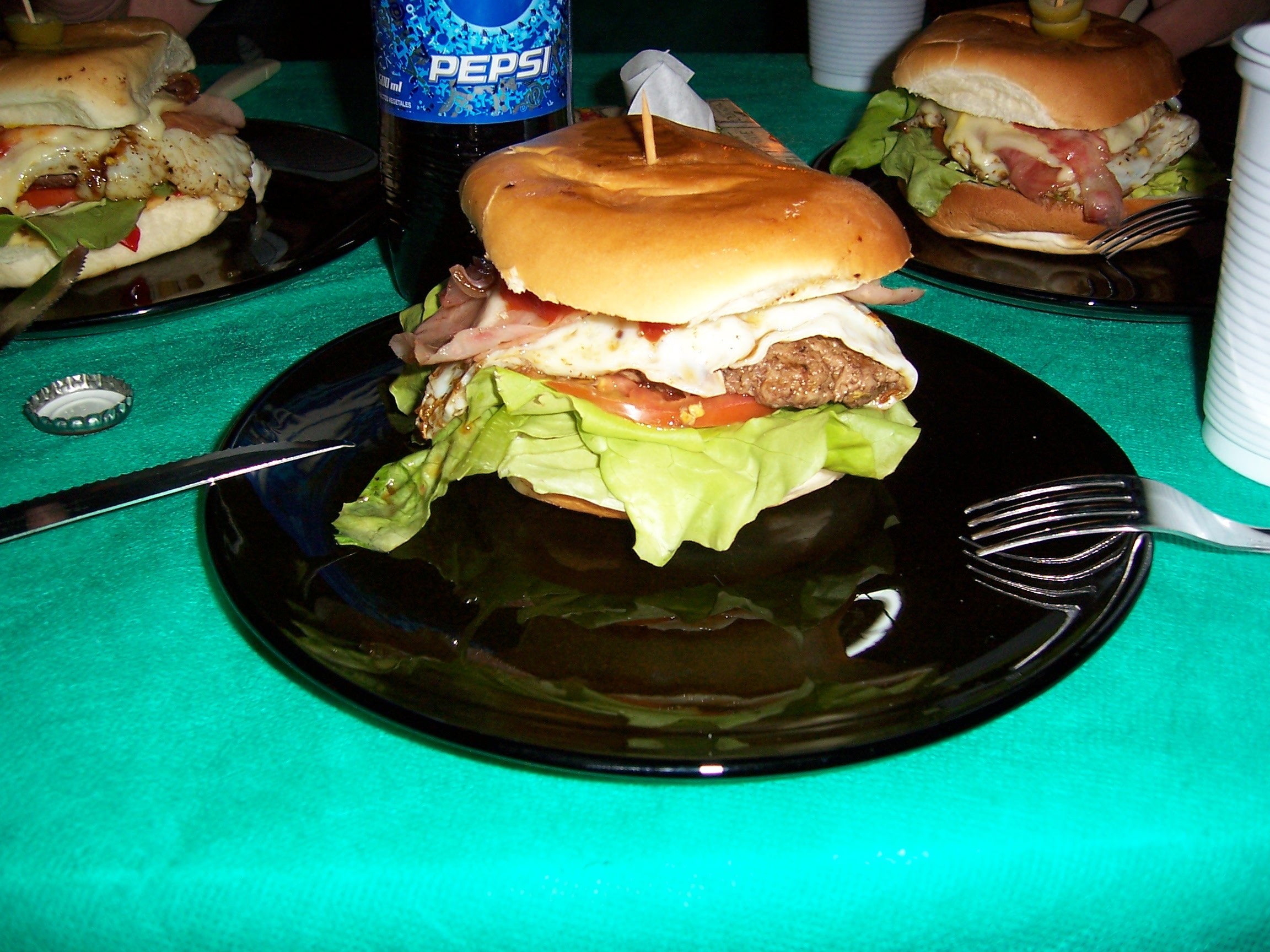
Een chivito

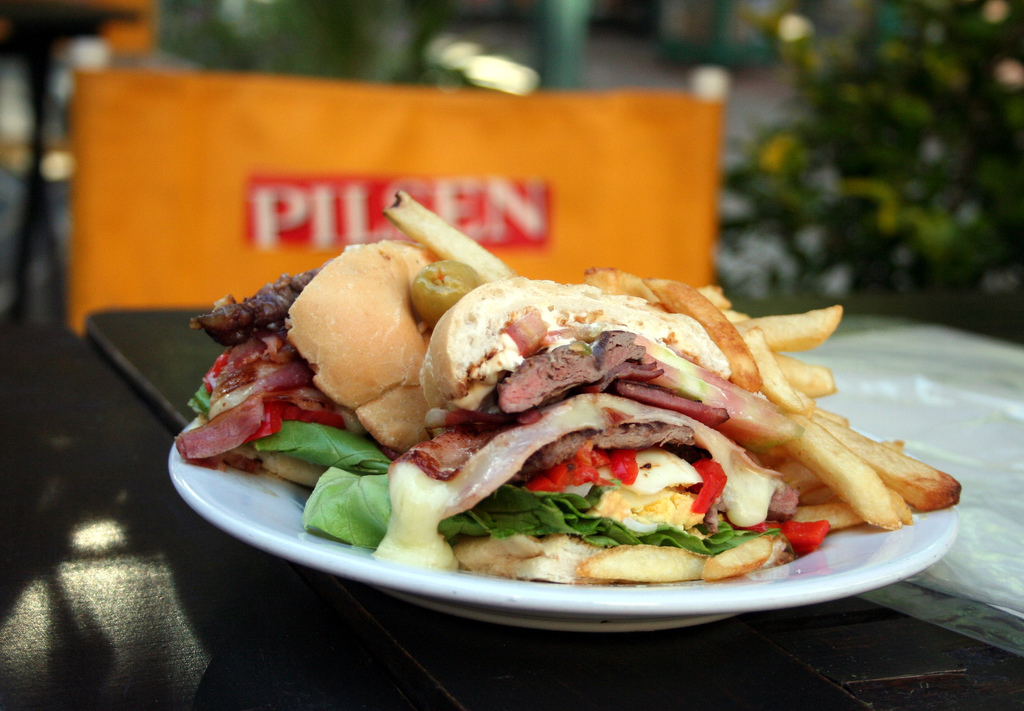
Een doorgesneden chivito

De chivito is een gerecht uit de Uruguayaanse keuken. Chivito is een ander woord voor kleine geit. Deze zou in 1940 voor het eerst gemaakt zijn in Punta del Este, door de kok Antonio Carbonaro.
Het lijkt op een hamburger met gegrild rundvlees dat Churrasco genoemd wordt. Dit wordt bedekt met spek, kaas, olijven, paprika, tomaten, tomatenketchup, sla, gekookt ei, mayonaise en ui. Vaak wordt de chivito met friet geserveerd.
Chivito's worden ook op beperkte schaal in Argentinië en Spanje gegeten. In Argentinië staan deze bekend als chivito Uruguayo omdat de term Chivito daar voor een ander vleesgerecht wordt gebruikt.

## Varianten
- In Brazilië wordt een variant gegeten die Bauru wordt genoemd.
- De Canadese chivito wordt gemaakt met bacon.